# Ligne d'Orange à l'Isle - Fontaine-de-Vaucluse
La ligne d'Orange à l'Isle - Fontaine-de-Vaucluse, à l'origine dénommée ligne d'Orange à l'Isle-sur-Sorgue, est une ancienne ligne de chemin de fer française qui reliait la Gare d'Orange à celle de l'Isle - Fontaine-de-Vaucluse, dans le département de Vaucluse, en région Provence-Alpes-Côte d'Azur.
Elle constitue la ligne 926 000 du réseau ferré national.

## Histoire

### Création de la ligne
La loi du 17 juillet 1879 portant classement de 181 lignes de chemin de fer dans le réseau des chemins de fer d’intérêt général retient en n°134, une ligne de « L'Isle à Orange par Carpentras ».
Cette ligne est déclarée d'utilité publique par la loi du 7 janvier 1881. Elle est concédée à titre définitif à la Compagnie des chemins de fer de Paris à Lyon et à la Méditerranée (PLM) par une convention signée entre le ministre des Travaux publics et la compagnie le 26 mai 1883. Cette convention est approuvée par une loi le 20 novembre suivant.
La ligne, alors dénommée ligne d'Orange à l'Isle-sur-Sorgue, est ouverte à l'exploitation par la même compagnie le 3 novembre 1894.

### Intérêt économique
Les arguments économiques en faveur de cette ligne sont nombreux. Le tracé permet de doubler la ligne de Paris-Lyon à Marseille-Saint-Charles, dénommée à l'époque « ligne impériale » et de fluidifier le trafic. La ligne permet de relier tous les grands marchés de Vaucluse, donnant par ailleurs à Carpentras le rôle de plaque tournante de l'économie locale (voir Exploitation).

### Dates de déclassement
A partir des années 1930, le développement des autobus représente une concurrence de plus en plus forte et le service des voyageurs ferme le 2 octobre 1938.
La ligne a été déclassée en deux étapes :
- de Pernes à l'Isle-Fontaine-de-Vaucluse (PK 28,390 à 36,400) : 29 octobre 1970[9].
- d'Orange à Carpentras (PK 2,700 à 21,855) : 20 mars 1995[10].

La section de Carpentras à Pernes (PK 23,602 à 28,390) est retranchée du réseau ferré national le 15 octobre 2002. Ce retranchement est finalement annulé par la décision 252 370 du Conseil d'État du 28 juillet 2004.

## Description de la ligne

### Infrastructure

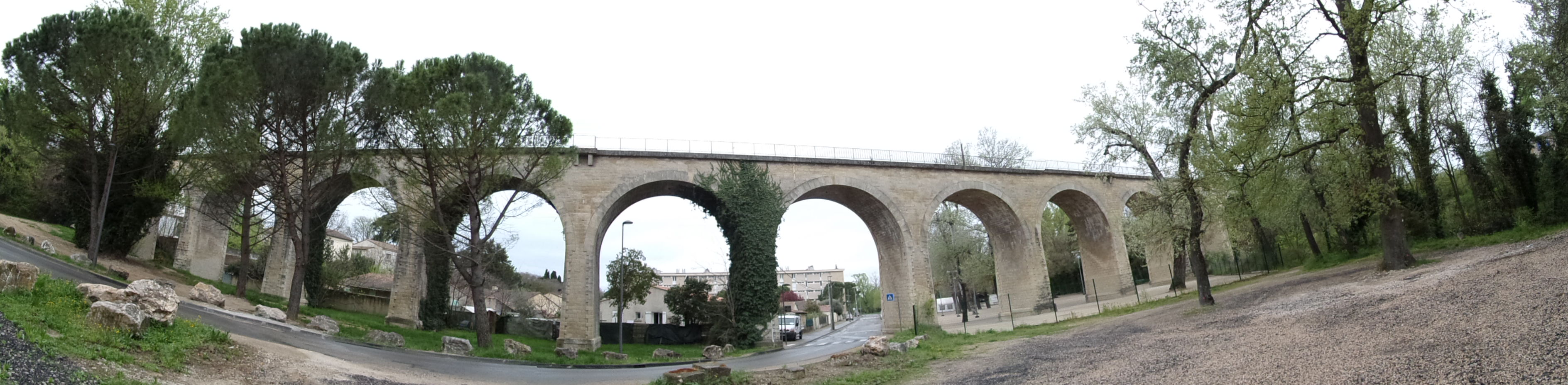
Viaduc de l'Auzon près de Carpentras

Toutes les gares sont construites d'après les critères de construction établis par le Ministère des Travaux publics en 1880, en fonction du nombre d'habitants et de voyageurs.
Le modèle de base est une gare construite en pierres et enduite d'un crépi, comportant trois travées, deux à trois portes surmontées d'une marquise en charpente de fer, couverte de bois. Les encadrements de portes et fenêtres sont en pierre de taille. Les abris pour voyageurs, situés de l'autre côté de la voie, sont aussi standardisés, encadrés d'une lampisterie et d'une huilerie.

### Gare de Jonquières
Si la plaque indique sur la gare le nom de la ville de Jonquières, le bâtiment voyageur situé de l'autre côté de la voie indique Joncquières. Cette curiosité vient du fait que l'orthographe actuelle de la ville a été validé en 1922 soit 74 ans après la construction de la ligne. Le village tiendrait son nom des joncs qui couvraient le territoire, en grande partie constitué de marécages ou paluds aujourd'hui asséchés. Ces joncs figurent d'ailleurs sur les armoiries du village. La gare est de troisième classe, c'est-à-dire pour une zone de 6000 habitants et pour un trafic moyen de 30 voyageurs par jour.

### Gare de Sarrians
La gare de Sarrians se voit ajouter le nom de Montmirail, à la demande du directeur de l'établissement thermal de Montmirail, situé sur la commune de Gigondas. En effet, Sarrians est l'arrêt pour les curistes qui sont ensuite transportés par une calèche faisant quotidiennement le trajet jusqu'aux thermes,,.

### Gare d'Aubignan-Loriol
La gare d'Aubignan-Loriol, inaugurée en 1894, a la particularité de se trouver à mi-chemin entre les deux communes. Elle ferme en 1974, malgré l'opposition des deux villes. Elle est aujourd'hui transformée en bar-restaurant justement nommé Bistrot de la Gare.

### Gare de Pernes-les-Fontaines
Depuis l'arrivée de la véloroute Via Venaissia, la gare est également réhabilitée en bar-restaurant et, à l'instar de l'établissement de Pernes, intitulée Bistrot de la Gare.

## Exploitation
Bien que des trains de voyageurs aient circulé sur la ligne, le trafic était principalement composé de trains de marchandises, transportant des produits agricoles, artisanaux et industriels. Avec la création du canal de Carpentras en 1857, traversant tout le territoire vauclusien, l'agriculture et l'industrie ont alors connu un essor sans précédent. L'arrivée de la ligne permet l'exportation de plants de vignes, de garance, de fruits et légumes, mais aussi l'importation de produits du nord de la France (charbon, fer, fonte, bois, articles manufacturés...).
L'apparition de trains à grande vitesse spécialement affectés au transport de marchandises permet la naissance d'industries locales (papeteries, scieries de pierre, conserveries, fabriques d'huile ou de produits chimiques...). Au début du XXe siècle, pas moins de 120 usines jalonnaient le parcours : filatures de soies, papeteries, scieries de pierre, fabriques d'huile, produits chimiques (notamment superphosphate), conserveries... À Sarrians, la cheminée en béton de 50 mètres de haut des anciennes Conserveries du Midi constitue un rare témoignage encore visible de cette activité industrielle.
La rentabilité de la ligne s’essouffle dès les années 1930 avec la concurrence des autobus, qui ont raison du trafic voyageurs. Puis le développement du transport routier dans les années 1960 supplantera le fret et la ligne fermera définitivement en 1988,.

## Via Venaissia
Entre 2010 et 2018, le Conseil départemental de Vaucluse fait réaménager la portion entre Jonquières et Carpentras voie pour la transformer en véloroute : il s'agit de la Via Venaissia. Le premier tronçon ouvre dès 2014, le second en 2016 à l'occasion du passage du Tour de France et le troisième en 2021. Elle est actuellement longue de 31 km. À terme, sa partie ouest doit relier la ViaRhôna vers Caderousse et sa partie sud se connecter avec la Véloroute du Calavon, près de Cavaillon (Eurovélo 8),,,.
Une consultation entre SNCF Réseau et la CoVE est actuellement en cours afin de déterminer l'aménagement d'une portion de 500 mètres de voie cyclables, dont l'emprise est sur le terrain de la gare de Carpentras.